# 566 Стереоскопія
566 Стереоскопія (566 Stereoskopia) — астероїд зовнішнього головного поясу, відкритий 28 травня 1905 року Паулєм Ґьотцом у Гейдельберзі.
Тіссеранів параметр щодо Юпітера — 3,135.